# Ostatnia szansa
Ostatnia szansa è il secondo singolo della cantante pop polacca Kasia Cerekwicka estratto dal suo secondo album di studio Feniks.

## Classifiche
| Classifica (2006) | Posizione massima |
| ----------------- | ----------------- |
| Polonia           | 1                 |
| Europa            | 86                |